# Kühnhausen (Parsberg)
Kühnhausen ist ein Gemeindeteil der Stadt Parsberg im Landkreis Neumarkt in der Oberpfalz.

## Lage
Das Dorf liegt nordöstlich der Kernstadt Parsberg. Unweit nordwestlich verlaufen die Staatsstraße 2251 und die Staatsstraße 2234, südlich verläuft die Bundesautobahn 3.

## Geschichte
Im 18. Jahrhundert bestand Kühnhausen aus zehn Anwesen.
Kirchlich war Kühnhausen früher eine Filiale der katholischen Pfarrei Lupburg, Bistum Regensburg, die im 16. Jahrhundert neu gegründet worden war und erstmals in einer Pfarrvisitation von 1560 genannt ist. Seit 14. Februar 1926 gehört das Dorf zur Pfarrei St. Willibald in Hörmannsdorf, Dekanat Habsberg, Bistum Eichstätt.
Kühnhausen wurde bei der Formierung der Gemeinden mit dem ersten Gemeindeedikt 1808 dem Steuerdistrikt Hörmannsdorf zugeschlagen. Seit dem zweiten Gemeindeedikt von 1818 war das Dorf ein Teil der (Rural-)Gemeinde Hörmannsdorf. Am 1. Mai 1978 erfolgte im Zuge der Gebietsreform in Bayern die Eingliederung der gesamten Kommune in die Stadt Parsberg.

## Baudenkmäler
In der Liste der Baudenkmäler in Parsberg ist für das Dorf die aus dem Vorgängerbau (Kapelle Hl. Dreifaltigkeit) stammende Kapellenausstattung des 18. und 19. Jahrhunderts, die in die 1998 durch die Dorfbewohner neu erbaute Ortskapelle übernommen wurde, als einziges Baudenkmal aufgeführt.